# Sénat Giffey
Ville-Land de Berlin
Müller II Wegner
Le sénat Giffey (en allemand : Senat Giffey) est le gouvernement de la ville-Land de Berlin du 21 décembre 2021 au 27 avril 2023, sous la 19e législature de la Chambre des députés.
Il est dirigé par la sociale-démocrate Franziska Giffey, vainqueure à la majorité relative des élections régionales, et repose sur une coalition entre le Parti social-démocrate, Les Verts et Die Linke. Il succède au deuxième sénat de Michael Müller.

## Historique du mandat
Ce gouvernement est dirigé par la bourgmestre-gouverneure sociale-démocrate Franziska Giffey, anciennement ministre fédérale de la Famille. Il est constitué et soutenu par une « coalition rouge-rouge-verte » entre le Parti social-démocrate d'Allemagne (SPD), l'Alliance 90 / Les Verts (Grünen) et Die Linke (Linke). Ensemble, ils disposent de 92 députés sur 147, soit 62,6 % des sièges.
Il est formé à la suite des élections régionales du 26 septembre 2021.
Il succède donc au second sénat de Michael Müller, constitué et soutenu par une coalition identique.

### Formation
Au cours du scrutin, le Parti social-démocrate stagne mais remporte une nouvelle fois la majorité relative, devançant Les Verts qui prennent la deuxième place à l'Union chrétienne-démocrate d'Allemagne (CDU) en réalisant le meilleur résultat de leur histoire,.
Deux semaines après la tenue des élections, la cheffe de file du SPD Franziska Giffey indique sa préférence pour la formation d'une « coalition en feu tricolore » associant son parti aux Grünen et au Parti libéral-démocrate (FDP). Le refus de cette configuration avec les écologistes l'amène rapidement à ouvrir des discussions à trois pour reconduire la coalition rouge-rouge-verte au pouvoir.
Le pacte de coalition est scellé près de deux mois après le scrutin et publiquement présenté le 29 novembre suivant, prévoyant l'élection du nouveau sénat le 21 décembre. Le 21 décembre, Franziska Giffey est effectivement élue bourgmestre-gouverneure par 84 voix pour et 52 contre, soit dix voix de plus que la majorité requise et huit voix de moins que le total de sa coalition.

## Composition
- Par rapport au sénat Müller II, les nouveaux sénateurs sont indiqués en gras, ceux ayant changé d'attributions le sont en italique.

| Poste                                                                                  | Titulaire | Titulaire           | Parti  |
| -------------------------------------------------------------------------------------- | --------- | ------------------- | ------ |
| Bourgmestre-gouverneure                                                                |           | Franziska Giffey    | SPD    |
| Bourgmestre Sénateur à l'Environnement, aux Transports, au Climat et aux Consommateurs |           | Bettina Jarasch     | Grünen |
| Bourgmestre Sénateur à la Culture et aux Affaires européennes                          |           | Klaus Lederer       | Linke  |
| Sénateur à l'Éducation, à la Jeunesse et à la Famille                                  |           | Astrid-Sabine Busse | SPD    |
| Sénateur aux Finances                                                                  |           | Daniel Wesener      | Grünen |
| Sénateur à l'Intérieur, au Numérique et aux Sports                                     |           | Iris Spranger       | SPD    |
| Sénateur à l'Intégration, au Travail et aux Affaires sociales                          |           | Katja Kipping       | Linke  |
| Sénateur à la Justice et à la Diversité                                                |           | Lena Kreck          | Linke  |
| Sénateur au Développement urbain, au Logement et aux Travaux publics                   |           | Andreas Geisel      | SPD    |
| Sénateur à l'Économie, à l'Énergie et aux Entreprises                                  |           | Stephan Schwarz     | SPD    |
| Sénateur à la Science, à la Santé, aux Soins et à l'Égalité                            |           | Ulrike Gote         | Grünen |